# I. e. 800
Évszázadok: i. e. 9. század – i. e. 8. század – i. e. 7. század
Évtizedek: i. e. 850-es évek – i. e. 840-es évek – i. e. 830-as évek – i. e. 820-as évek – i. e. 810-es évek – i. e. 800-as évek – i. e. 790-es évek – i. e. 780-as évek – i. e. 770-es évek – i. e. 760-as évek – i. e. 750-es évek
Évek: i. e. 805 – i. e. 804 – i. e. 803 – i. e. 802 –  i. e. 801 – i. e. 800 – i. e. 799 – i. e. 798 – i. e. 797 – i. e. 796 – i. e. 795

## Események, trendek
Hozzávetőleg 800-ban:

### Európa
- A görög sötét kor vége
- A görög ábécét a görög nyelv írására kezdik használni

### Ázsia
- Urartu fénykorát éli
- III. Adad-nirári Asszíria uralkodója
- A Zakkur-sztélé